# 上橫須賀站
上橫須賀站（日语：／ Kami-yokosuka eki */?）是位於愛知縣西尾市吉良町上橫須賀宮前，屬於名古屋鐵道（名鐵）的西尾線車站。車站編號為GN12。所有列車均停此站。

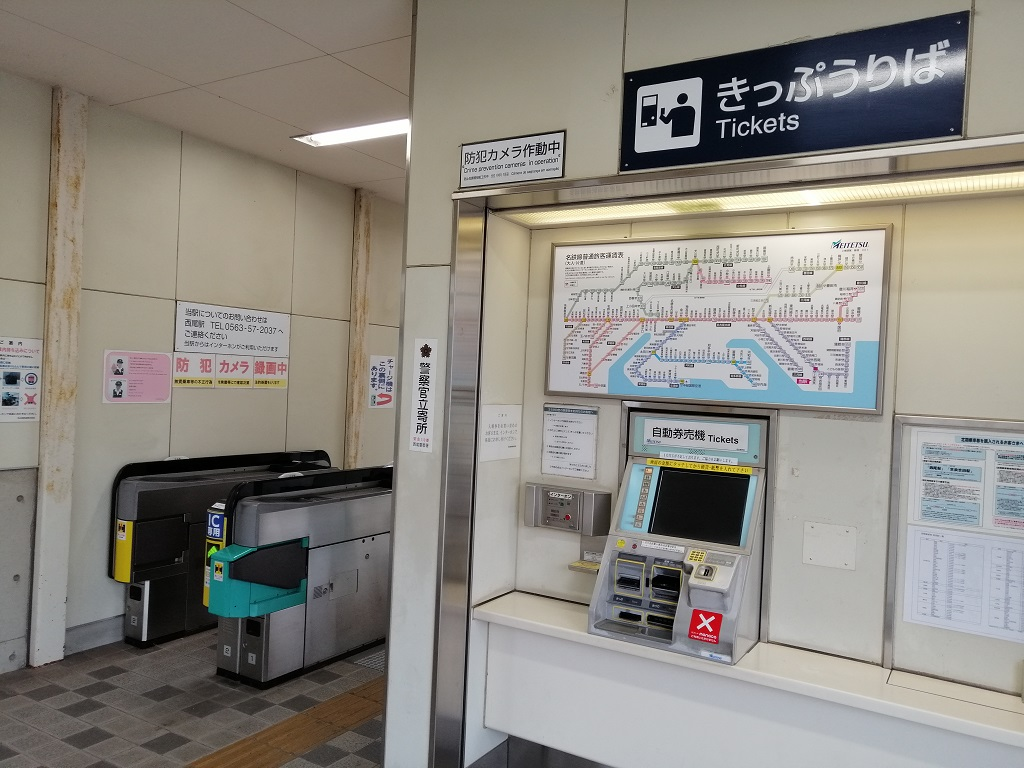
驗票口(2021年4月)

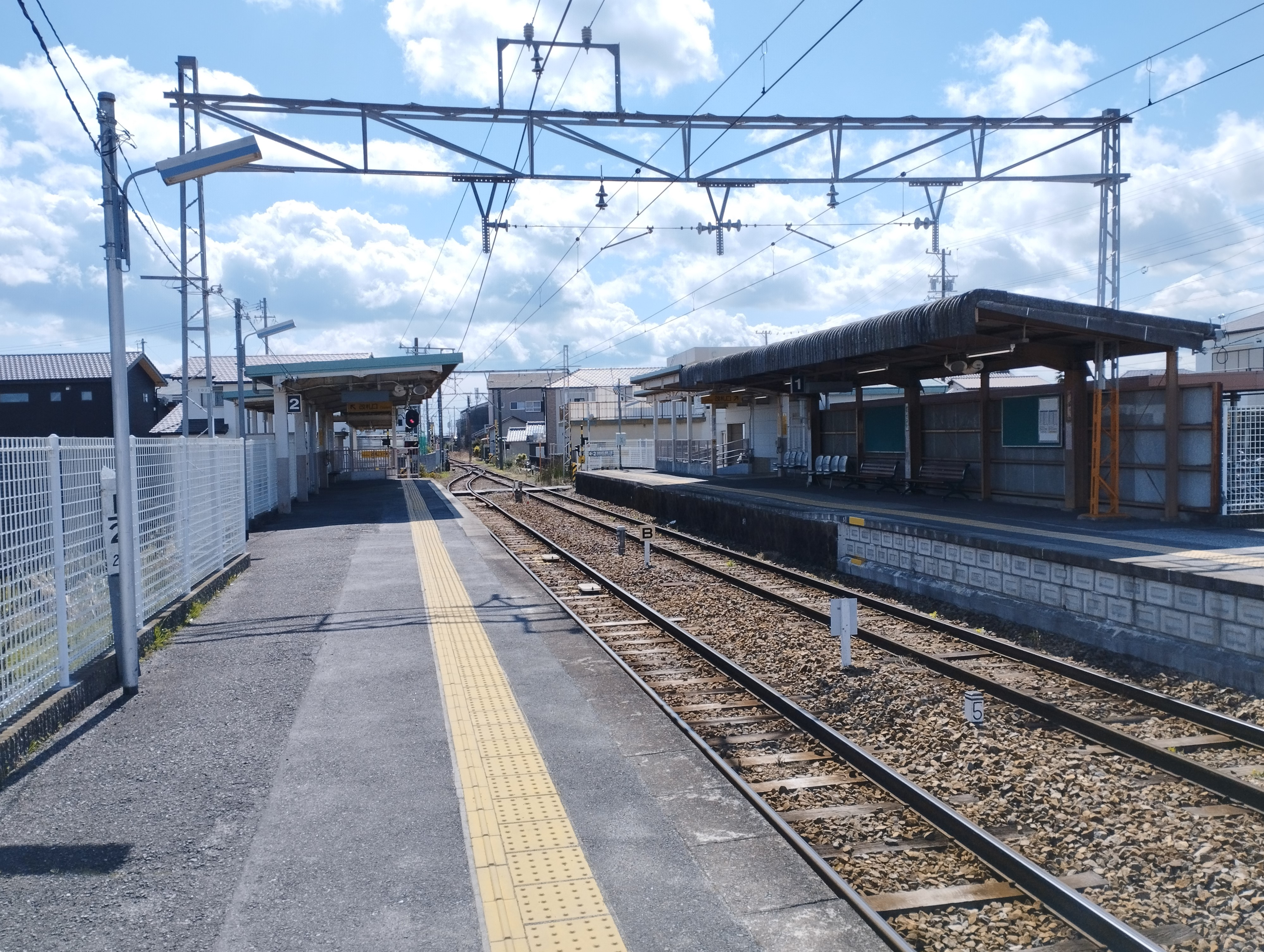
月台(2024年3月)

## 歷史
- 1915年（大正4年）8月5日 - 西尾鐵道橫須賀口站（在本站啟用時同時廢止。在鎌谷站 (愛知縣)附近）至吉良吉田站之間開通，此站啟用。
- 1926年（大正15年）12月1日 - 西尾鐵道合併至愛知電氣鐵道（日语：愛知電気鉄道），成為愛知電氣鐵道車站。
- 1935年（昭和10年）8月1日 - 愛知電氣鐵道與名岐鐵道合併，成為名古屋鐵道車站。
- 1945年（昭和20年）1月13日 - 三河地震使車站受災[1]。
- 1988年（昭和63年）9月1日 - 車站成為無人車站[2]。
- 2005年（平成17年）1月29日 - 實施時間表修正，平日早上唯一通過的一班特急列車也停此站，所有列車均停此站。
- 2008年（平成20年）6月29日 - 引入車站集中管理系統（日语：駅集中管理システム）。車站可以使用交通儲值卡「Trans Pass（日语：トランパス (交通プリペイドカード)）」。特急不再駛入此站，成為急行停車站。
- 2011年（平成23年）2月11日 - 車站可以使用「manaca」IC卡。
- 2012年（平成24年）2月29日 - 交通儲值卡「Trans Pass」的服務終止，此站也不可使用其儲值卡。

## 車站構造

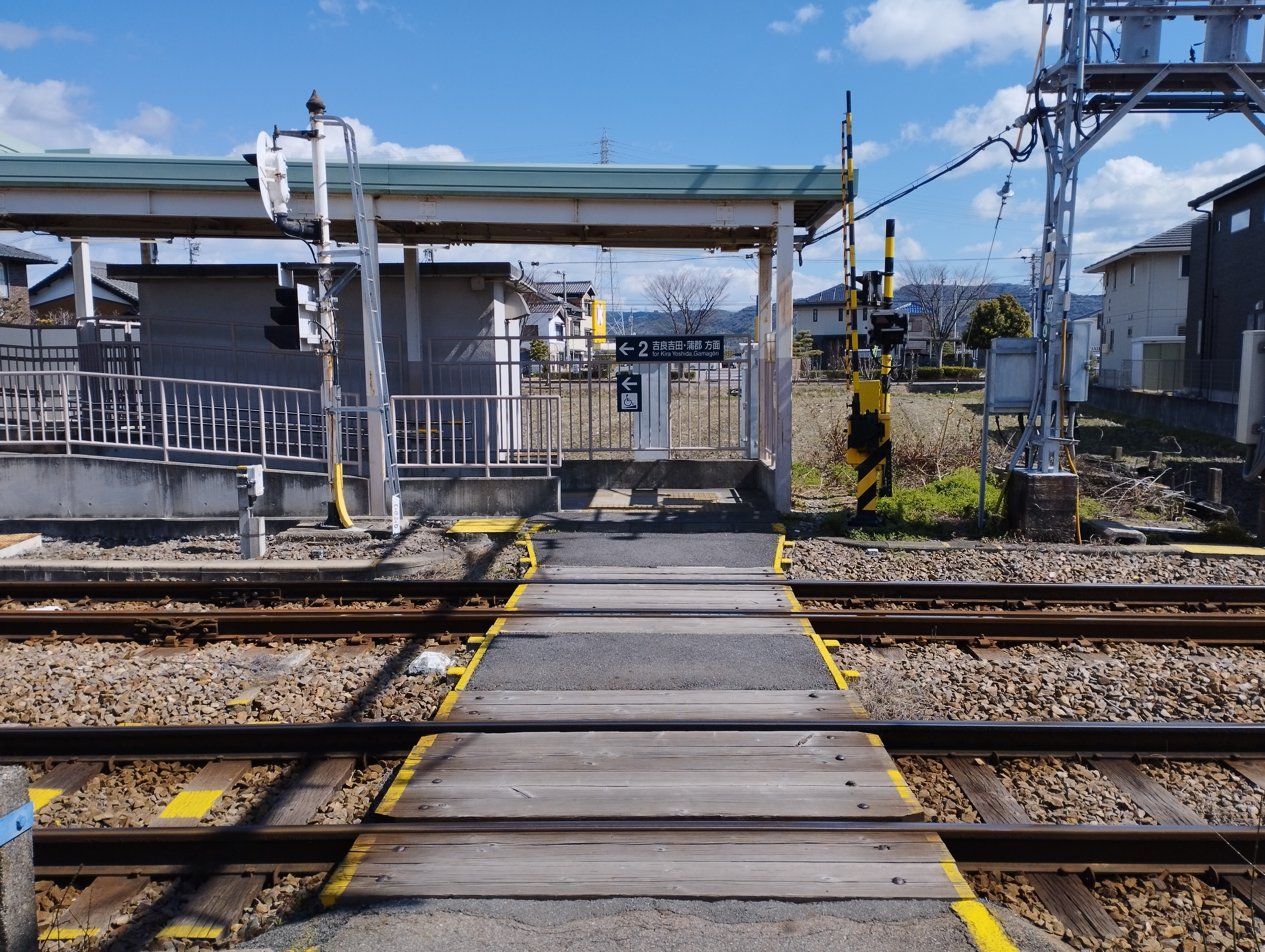
平交道(2024年3月)

本站是地面車站，設有2面2線的相對式月台，可進行列車交會和容納4卡車廂。在兩月台之間設有站內平交道連接。此站為引入車站集中管理系統的無人車站（由西尾站管理），可使用manaca。
本站的站房原為一座古老建築物，在引入車站集中管理系統時進行重建。車站位於西邊，新安城方向的月台。在重建站房同時設置無障礙設施，於兩月台中設有供輸椅使用斜道。站內設有自動閘機、自動補票機、自動售票機和簡易列車資訊牌。
| 月台 | 路線   | 上下行 | 方向                         |
| ---- | ------ | ------ | ---------------------------- |
| 1    | 西尾線 | 上行   | 西尾、新安城、名鐵名古屋方向 |
| 2    | 西尾線 | 下行   | 吉良吉田方向                 |

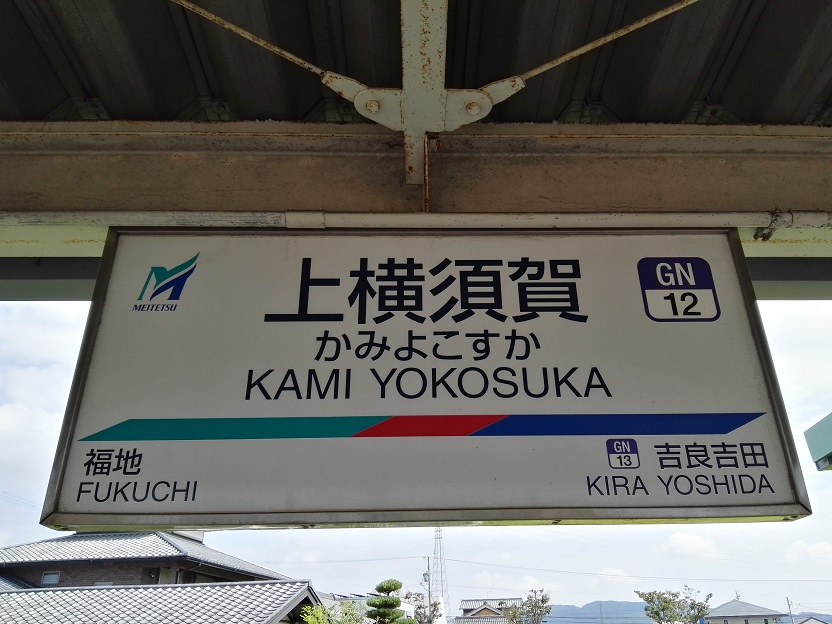
站名牌
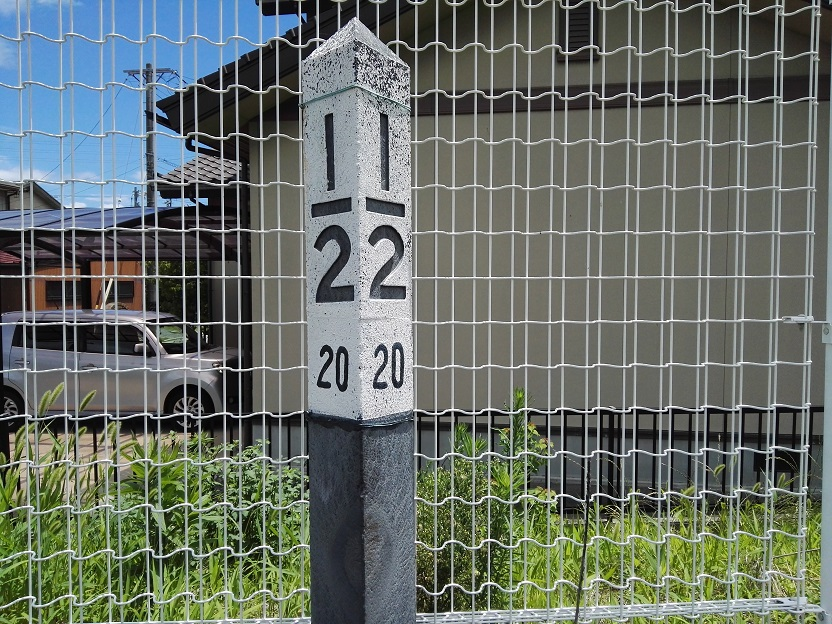
月台中的20.5公里里程碑

### 配線圖
| ← 西尾、 新安城方向 | 上橫須賀站 站內配線略圖 | → 吉良吉田站 |
| 图例 参考文献：     |                         |              |

## 使用狀況
- 在中提及在2013年度，當時1日平均上下車人次為1,257人，為名鐵所有車站（275站）排名第209，西尾線、蒲郡線（23站）中排名第10[5]。
- 在中提及在1992年度，當時1日平均上下車人次為1,087人，為除岐阜市內線均一車費區間內各站（岐阜市內線、田神線、美濃町線徹明町站至琴塚站之間）外名鐵所有車站（342站）中排名第216，西尾線、蒲郡線（24站）排名第12[6]。
- 在中提及在2010年度1日平均乘車人次為589人[7]。
- 以下為近年1日平均乘車人次的列表：

| 年度   | 1日平均 乘車人次 |
| ------ | ---------------- |
| 2006年 | 458              |
| 2007年 | 502              |
| 2008年 | 543              |
| 2009年 | 558              |
| 2010年 | 589              |

## 車站周邊
- 吉良町郵局
- 西尾市立橫須賀小學
- JA西三河（日语：西三河農業協同組合）橫須賀分店
- 西尾信用金庫（日语：西尾信用金庫）橫須賀分店
- 華藏寺（日语：華蔵寺 (西尾市)）
- 愛知縣道317號西尾幡豆線（日语：愛知県道317号西尾幡豆線）
- 愛知縣道42號西尾吉良線（日语：愛知県道42号西尾吉良線）

## 相鄰車站
名古屋鐵道
 西尾線
■急行、■普通
福地（GN11）－上橫須賀（GN12）－吉良吉田（GN13）

## 注腳
1. ↑  名古屋鐵道廣報宣傳部（編）. . 名古屋鐵道. 1994: 972.
2. ↑  寺田裕一. . Neko出版. 2013: 255. ISBN 978-4777013364.
3. 1 2  駅時刻表：名古屋鉄道・名鉄バス （页面存档备份，存于），2019年3月24日參閲
4. ↑  電氣車研究會，『鐵道畫刊』通卷第816號 2009年3月 臨時特刊號 「特集 - 名古屋鉄道」，卷末收錄「名古屋鐵道 配線略圖」
5. ↑  名鐵120年史編纂委員會事務局（編）. . 名古屋鐵道. 2014: 160–162.
6. ↑  名古屋鐵道廣報宣傳部（編）. . 名古屋鐵道. 1994: 651–653.
7. 1 2  .   [2015-02-20]. （原始内容存档于2015-01-28）.
8. ↑  .   [2020-03-16]. （原始内容存档于2015-09-24）.
9. ↑  .   [2020-03-16]. （原始内容存档于2015-09-24）.
10. ↑  .   [2015-02-20]. （原始内容存档于2015-01-28）.
11. ↑  .   [2015-02-20]. （原始内容存档于2015-01-28）.

## 外部連結
- 上橫須賀 - 名古屋鐵道